# 鎌田久子 (こぎん刺し)
鎌田 久子（かまた ひさこ）は、日本のこぎん刺し作家。「藍と白の会」会長。
青森県出身。「津軽こぎん刺し」を工藤得子に教わり、1993年から津軽こぎん刺しを主宰。新鮮な色使いの作品を提案し、国内はもとより世界各地で個展や出展などを開き、こぎん刺しを紹介した。

## 主な著書
- こぎん刺し: 津軽に伝わるやさしい手仕事（2009年2月）ISBN 9784277311816
- はじめてのこぎん刺し（2011年1月29日）ISBN 9784529049139
- 25番刺繍糸でこぎん刺しを楽しむ ISBN 9784072855287
- 津軽こぎん刺し鎌田久子の世界 ISBN 9784865461428
- こぎん刺しの小ものたち（2010年4月）ISBN 9784309282060
- 津軽こぎん刺し: 鎌田久子の世界伝統と今日の生活の調和を求めて ISBN 9784865460995